# Colli Tortonesi Barbera
Le Colli Tortonesi Barbera est un vin italien produit dans la région Piémont doté d'une appellation DOC depuis le 9 octobre 1973. Seuls ont droit à la DOC les vins rouges récoltés à l'intérieur de l'aire de production définie par le décret. 

## Aire de production
Les vignobles autorisés se situent en province d'Alexandrie dans les 30 communes Avolasca, Berzano di Tortona, Brignano-Frascata, Carbonara Scrivia, Carezzano, Casalnoceto, Casasco, Cassano Spinola, Castellania, Castellar Guidobono, Cerreto Grue, Costa Vescovato, Gavazzana, Momperone, Monleale, Montegioco, Montemarzino, Paderna, Pozzol Groppo, Sant'Agata Fossili, Sardigliano, Sarezzano, Spineto Scrivia, Stazzano, Tortona, Viguzzolo, Villaromagnano, Villalvernia, Volpedo und Volpeglino. La zone de production se situe entre le Monferrato  et l’Oltrepò pavese.

## Caractéristiques organoleptiques
- couleur : rouge rubis plutôt prononcé; avec le vieillissement des reflets grenat.
- odeur : agréablement vineux avec un parfum caractéristique.
- saveur : sec, frais, vif, sapide, robuste; s’affinant avec l’âge.

## Production
Province, saison, volume en hectolitres :
- Alessandria  (1990/91)  12634,14
- Alessandria  (1991/92)  11842,17
- Alessandria  (1992/93)  7247,87
- Alessandria  (1993/94)  7929,84
- Alessandria  (1994/95)  8848,27
- Alessandria  (1995/96)  5824,78